# New Texas Giant
Texas Giant est un parcours de montagnes russes hybrides située dans le parc Six Flags Over Texas à Arlington au Texas. 

## Histoire
L'attraction a été construite en 1990 par Dinn Corporation, selon le concept de Curtis D. Summers et était à l'époque le plus haut parcours de montagnes russes en bois du monde avant d'être détrônée par The Rattler de Six Flags Fiesta Texas en 1992. 
Inaugurée le 17 mars 1990, le parcours comptait trois trains, construits par la Philadelphia Toboggan Company, pouvant transporter 28 passagers chacun. Après sa première année de fonctionnement, ces trains de sept voitures ont été raccourcis pour les trains de six voitures.
L'attraction nécessite un entretien annuel durant les mois d'hiver et reste donc fermée durant l'ouverture exceptionnelle du parc à Noël. En 2006, l'attraction a été rénovée et un nouveau système de portes a été ajouté.
L'attraction ferma ses portes à la fin de la saison 2009 pour entamer des travaux de rénovation qui dureront plus d'un an et qui coûteront environ 10 millions de dollars. Les modifications apportées par Rocky Mountain Construction, transformèrent le circuit de montagnes russes en bois en montagnes russes hybrides. Quelques parties du parcours ont aussi été revues permettant entre autres trois virages à plus de 90° et une chute de 79°, ce qui est pour cette catégorie de montagnes russes, le record du monde.
Texas Giant a également reçu un nouveau système de contrôle et trois nouveaux trains au design rappelant les Cadillac DeVille (voiture datant de 1961, année d'ouverture du parc). L'attraction a rouvert au public le 22 avril 2011 dans le cadre du parc du 50e anniversaire du parc.

## Accident
Le 20 juillet 2013, une femme est tuée après avoir été éjectée du train. Une enquête menée par le gouvernement fédéral est en cours pour déterminer les causes de l'accident. L'attraction est actuellement fermée. Les premiers témoins indiquent que la femme aurait fait part, lors de l'embarquement dans l'attraction, qu'elle pensait ne pas être correctement attachée. Rien n'aurait cependant été fait par les opérateurs et l'attraction aurait tout de même été lancée ,.

## Galerie

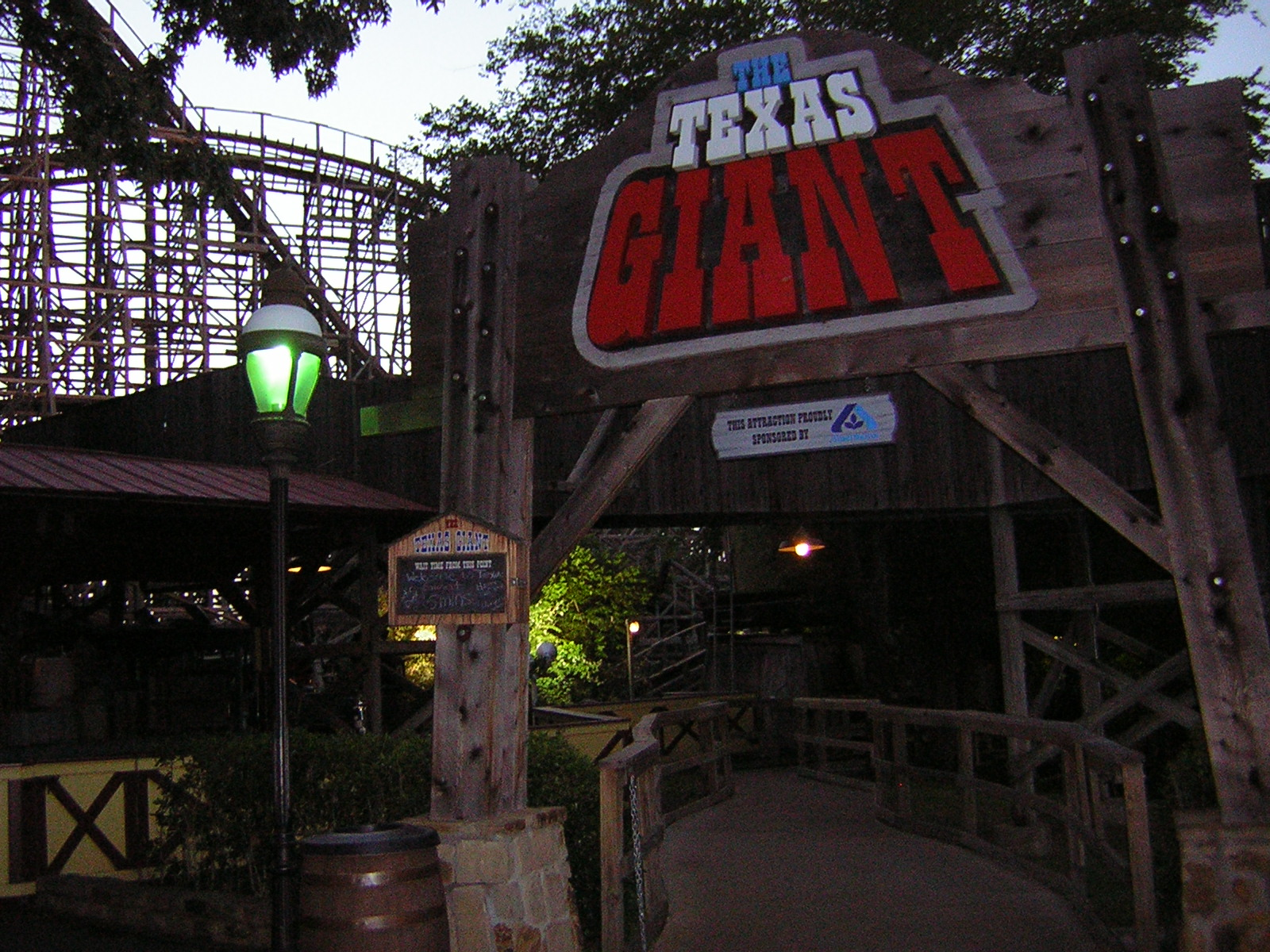
Entrée originale de l'attraction.
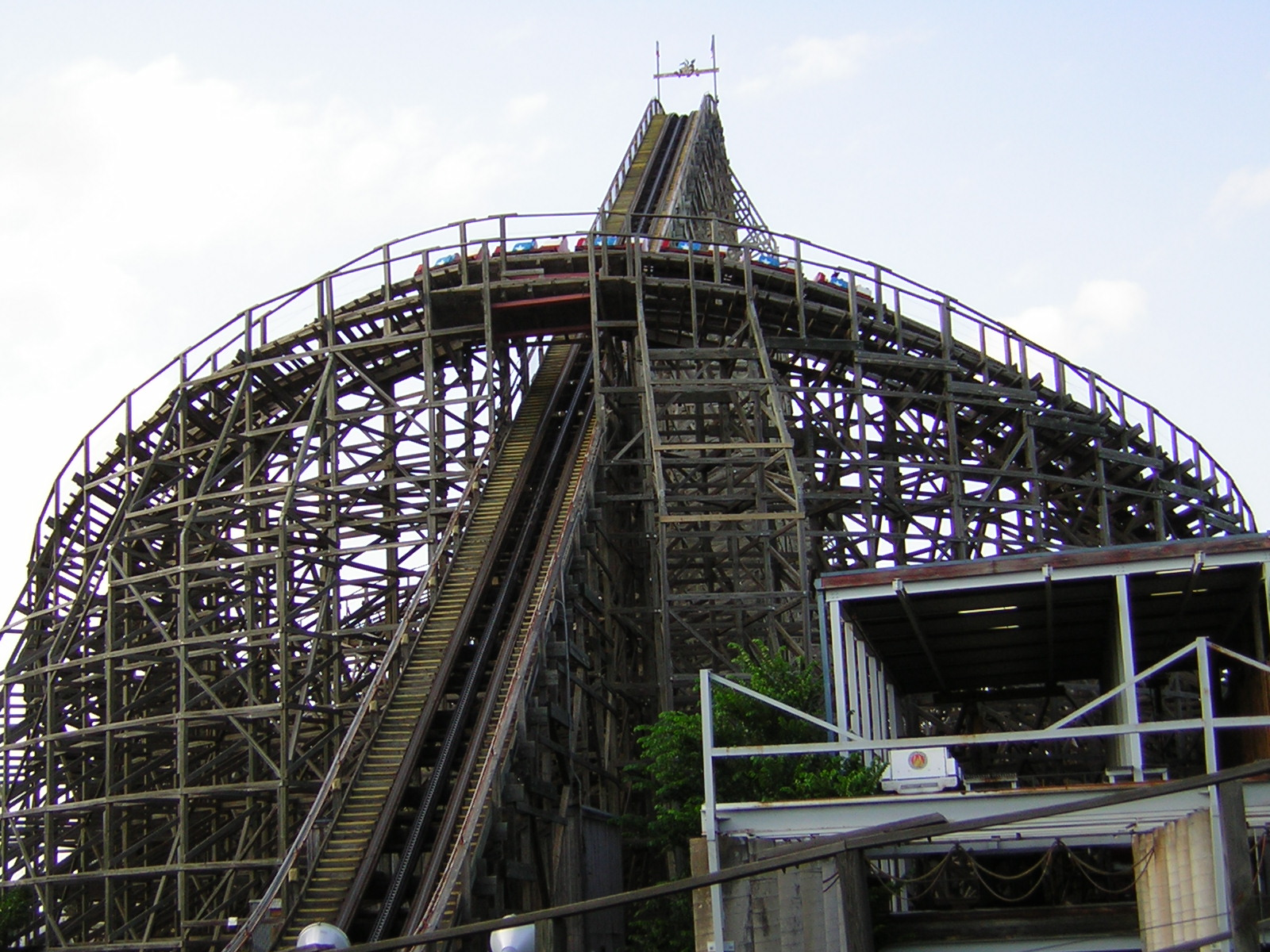
Lift de l'attraction originale.
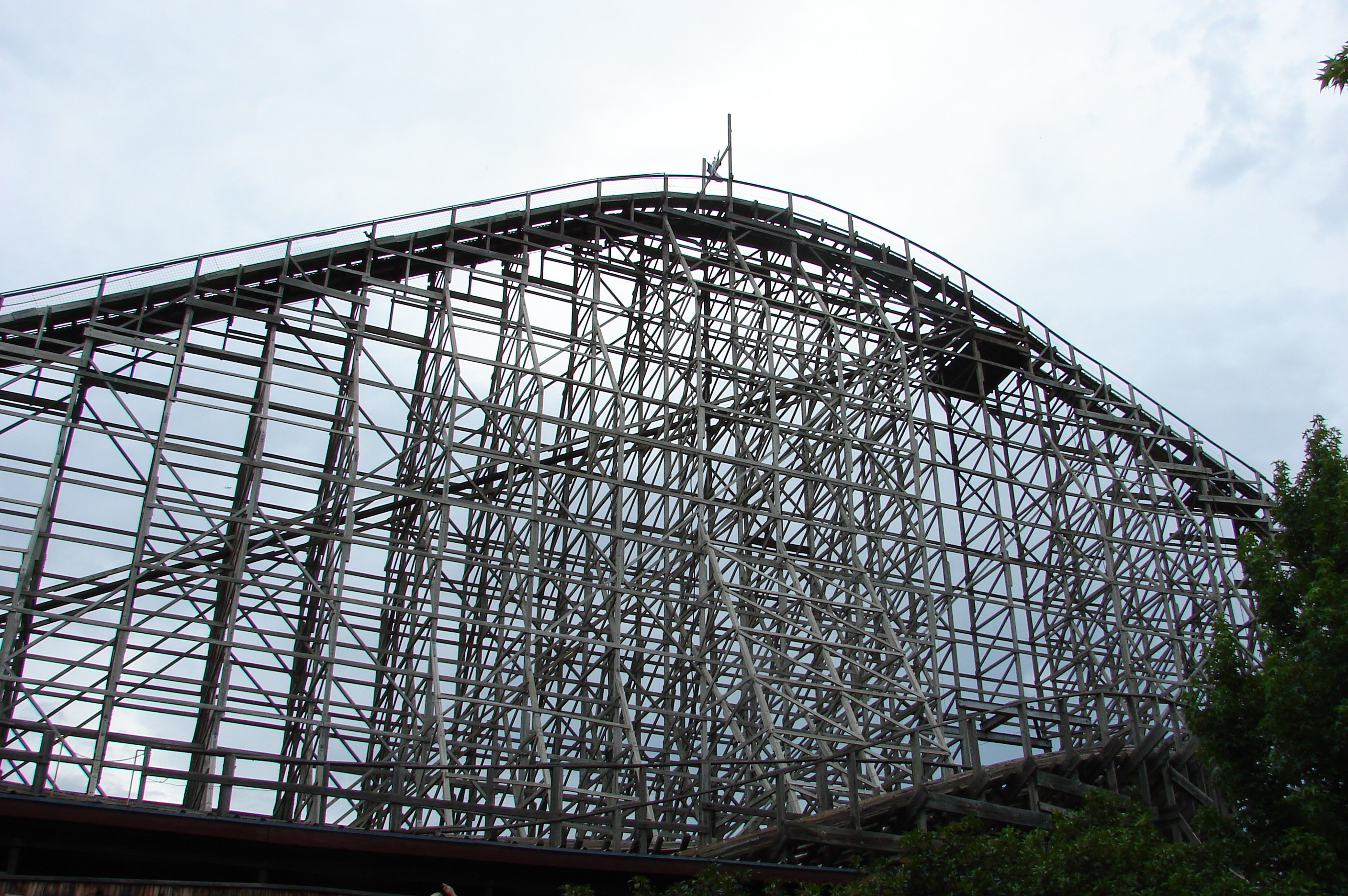
Sommet de l'attraction.
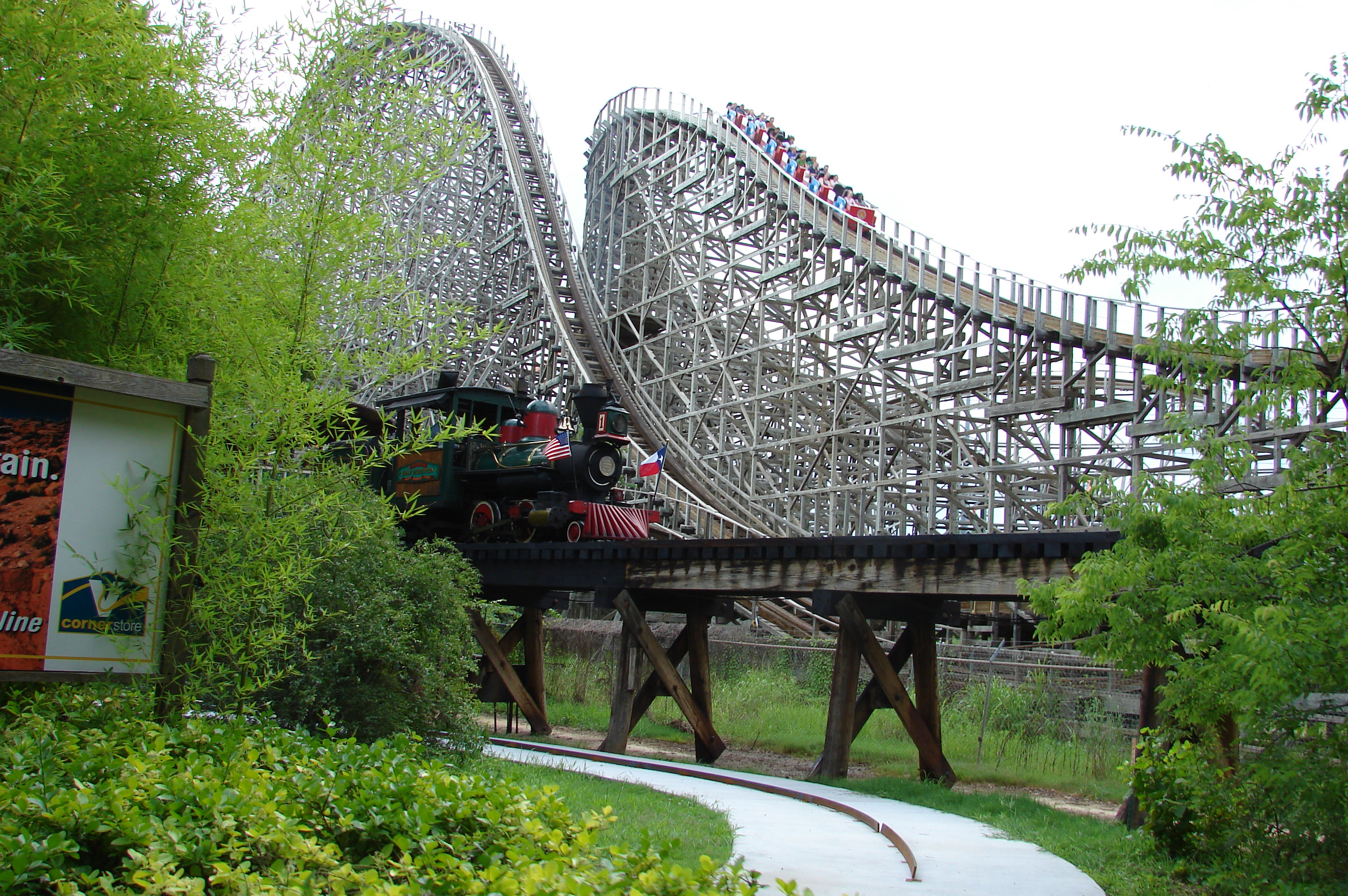
Train d'origine sur le parcours.
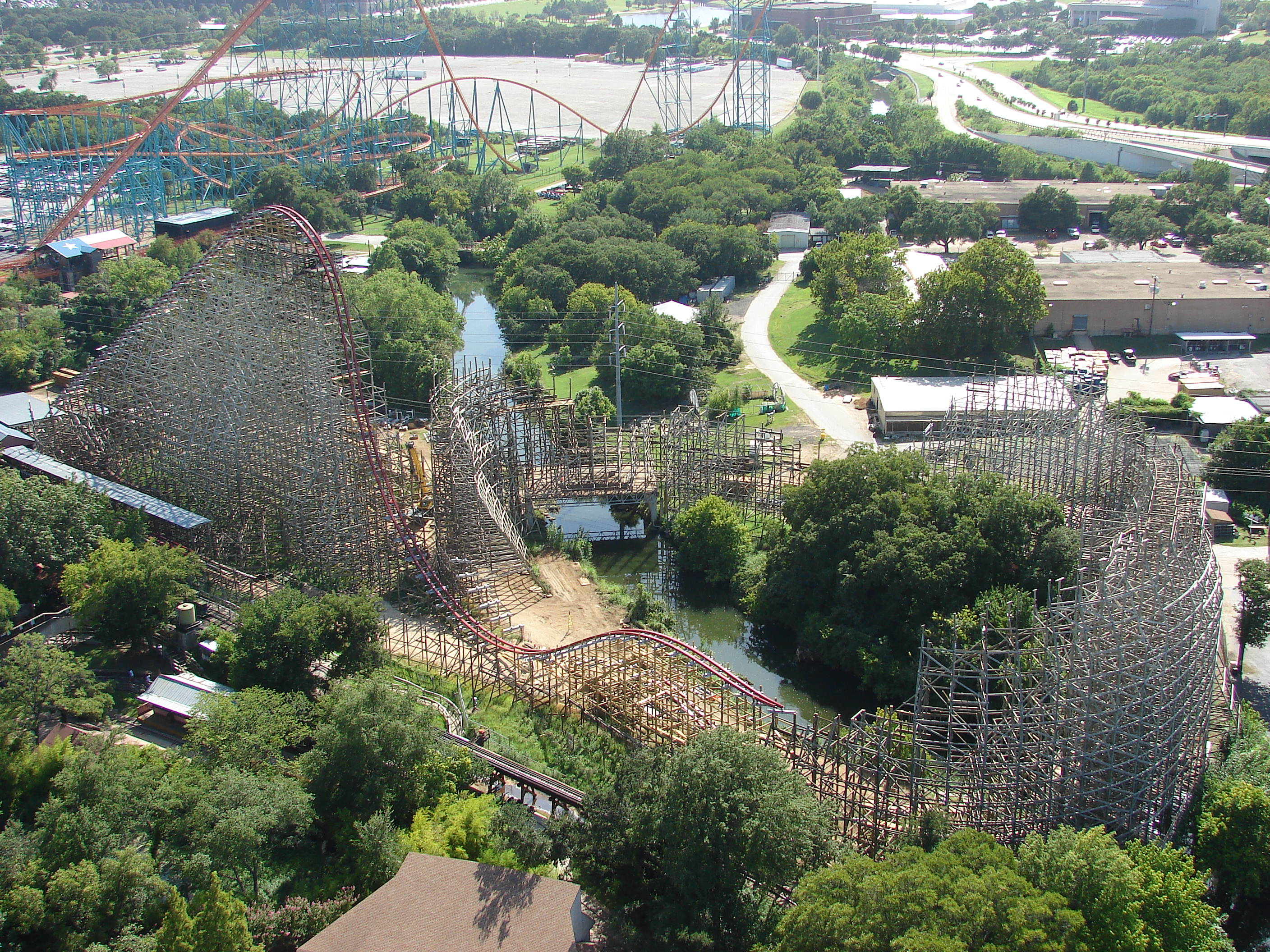
Texas Giant pendant sa grande rénovation en 2010.
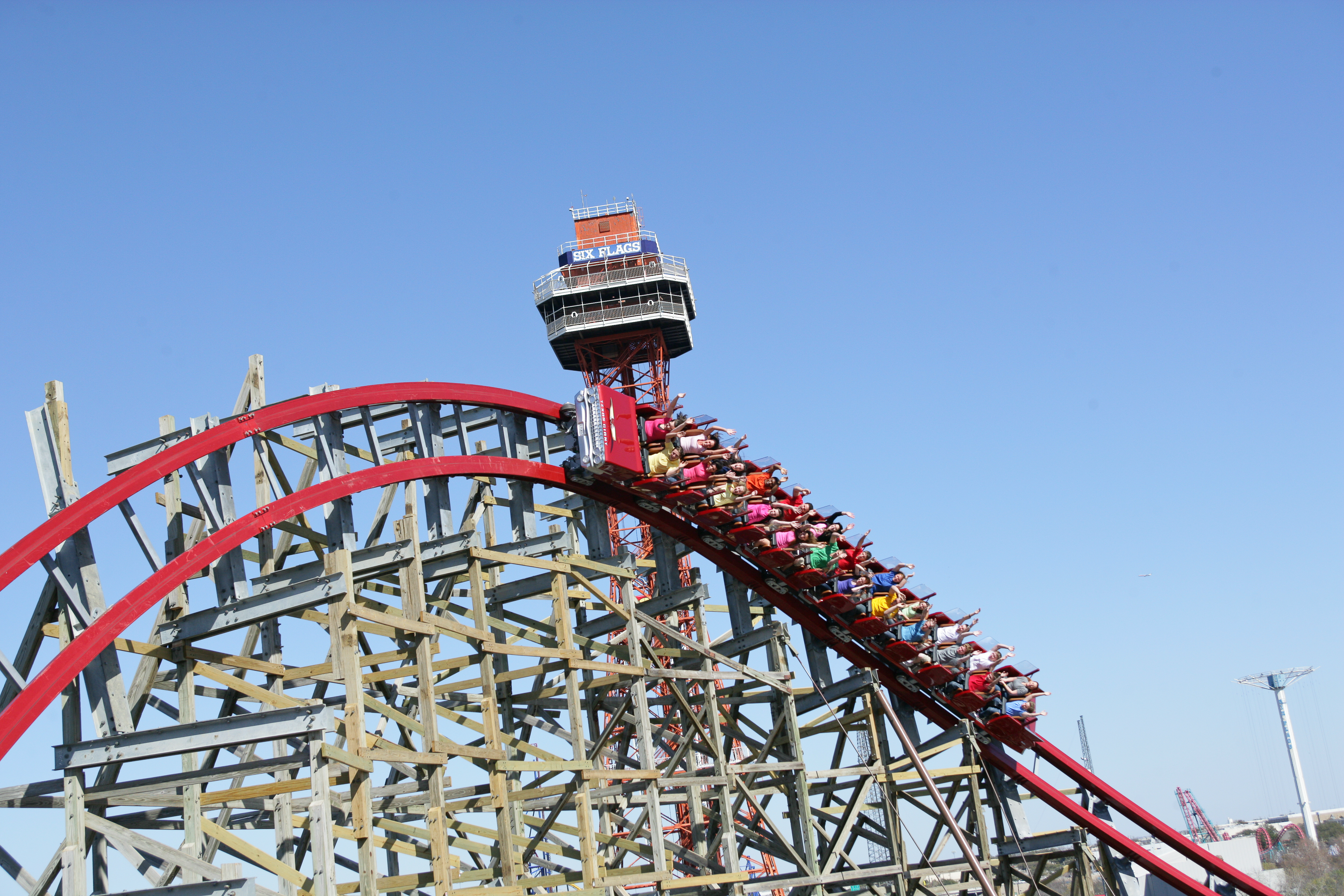
Train du New Texas Giant.